# Kottiyar
Kottiyar  (singalès: කොඩ්ඩියාර් බලකොටුව tàmil: கொட்டியாரக் கோட்டை) és un fort que va donar nom a la badia on està situat; fou el primer fort que va ser construït pels holandesos a Ceilan. El fort va ser construït el 1622 i és localitzat en el costat del sud de la badia avui esmentada com Koddiyar Bay (Koddiyar significa 'fort pel riu').
El rei Senarat de Kandy va concedir permís per construir un fort on avui hi ha la població de Muttur en un tractat entre el rei i els holandesos. El tractat va tenir el propòsit d'aconseguir lliurar el país del domini portuguès. No obstant els portuguesos van destruir el fort que permetia controlar Trincomalee, situada a la part nord de la badia. Més tard els holandesos van derrotar els portuguesos i el fort de Kottiyar va ser reconstruït i enfortit el 1658.